# The War Boys
The War Boys é um filme independente americano de 2009 do gênero drama, dirigido por Ronald Daniels e estrelado por Peter Gallagher, Victor Rasuk, Brian J. Smith e Benjamin Walker. Com roteiro escrito por Naomi Wallace e Bruce McLeod, é baseado na peça homônima de Naomi Wallace.

## Elenco
- Victor Rasuk como Greg
- Brian J. Smith como George
- Benjamin Walker como David Welch
- Peter Gallagher como Slater Welch
- Micaela Nevárez como Marta
- Teresa Yenque como Maria
- Cheyenne Serano como Cat
- Ross Kelly como Agente Burrows

## Produção
O filme foi rodado durante um período de vinte e três dias em Albuquerque, Novo México. De acordo com o diretor Ronald Daniels, as filmagens foram atormentadas por tempestades de areia e acidentes com acessórios.

## Lançamento e recepção
O filme teve sua estreia no Birmingham Gay and Lesbian Film Festival em 30 de maio de 2009. Passou a ser exibido no Woods Hole Film Festival, realizado em Woods Hole, Massachusetts; no Festival de Cinema de San Antonio, realizado em San Antonio, Texas; e no SoCal Independent Film Festival, realizado em Huntington Beach, Califórnia, onde ganhou o prêmio de Melhor Longa-Metragem.